# Gorgonia subtilis
Gorgonia subtilis is een zachte koraalsoort uit de familie Gorgoniidae. De koraalsoort komt uit het geslacht Gorgonia. Gorgonia subtilis werd in 1855 voor het eerst wetenschappelijk beschreven door Valenciennes. 